# Little Jimmy Dickens

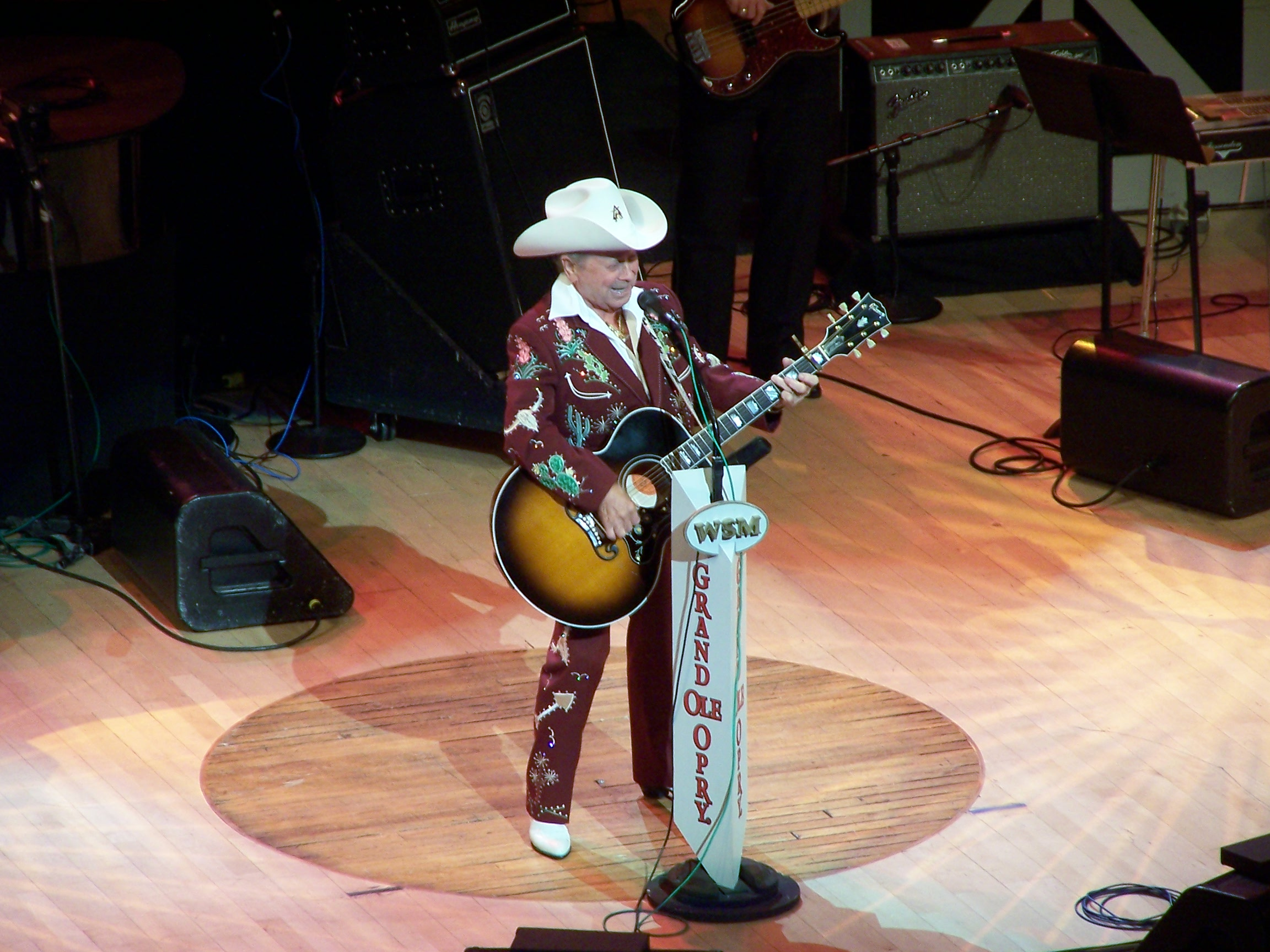
Little Jimmy Dickens in der Grand Ole Opry (2004)

James Cecil „Little Jimmy“ Dickens (* 19. Dezember 1920 in Bolt, West Virginia; † 2. Januar 2015 nahe Nashville) war ein US-amerikanischer Country-Sänger, der in den 1950er und 1960er Jahren zu den beliebtesten Stars der Country-Szene zählte.

## Leben

### Anfänge
Dickens wuchs als jüngstes von dreizehn Kindern auf einer Farm in West Virginia auf. Schon früh träumte er von einer Karriere als Country-Musiker. Im Alter von 17 Jahren gelang ihm der Einstieg bei einem lokalen Radiosender, wo er als „Jimmy The Kid“ regelmäßige Auftritte hatte. In den folgenden Jahren wechselte er mehrfach Wohnort und Radiosender, bis er 1946 von Roy Acuff entdeckt wurde. 

### Karriere

Little Jimmy Dickens – Country Boy

Acuff lud den kleinwüchsigen, nur 150 cm großen Dickens zu einem gemeinsamen Auftritt in die Grand Ole Opry ein. Sein Debüt 1948 war ausgesprochen erfolgreich, und Little Jimmy Dickens wurde zu einem ständigen Mitglied der bedeutendsten Show der Country-Musik. Es war vor allem seine sympathische und humorvolle Art, die ihn zu einem der beliebtesten Akteure der Opry werden ließ.
1949 erhielt er vom Columbia-Label einen Schallplattenvertrag. Bereits die erste Single, Take An Old Cold Tater (And Wait), konnte sich in den Top-10 platzieren. Auch seine nächsten Songs, darunter Country Boy und A-Sleeping At The Foot Of The Bed aus der Feder von Felice and Boudleaux Bryant sowie Hillbilly Fever, waren erfolgreich. In den folgenden Jahren war Little Jimmy Dickens nur selten in den Charts vertreten. Seine traditionsorientierte Musik hatte es gegen den aktuellen Nashville Sound nicht leicht. 
Erst 1962 hatte er mit Violet And The Rose seinen nächsten Top-10-Hit. Drei Jahre später gelang ihm mit May The Bird Of Paradise Flow Up Your Nose sein größter Erfolg. Der Song konnte sich sogar auf # 15 in der Pop-Hitparade platzieren und machte ihn landesweit bekannt. In diesen Jahren unternahm er ausgedehnte Tourneen, die ihn bis nach Europa und Fernost führten. 
Danach wechselte er mehrfach das Label, konnte aber an die alten Erfolge nicht mehr anknüpfen. Er blieb weiterhin der Grand Ole Opry verbunden, wo er nach wie vor zu den beliebtesten Stars zählte. 1982 wurde Little Jimmy Dickens in die Country Music Hall of Fame aufgenommen. In seinen späten Jahren hatte Dickens mit Krankheiten zu kämpfen und musste lange Zeit im Krankenhaus verbringen.
2008 feierte Dickens sein 60-jähriges Jubiläum als Mitglied der Grand Ole Opry. Am 1. November wurde daher eine Feier – ausgerichtet von Brad Paisley, Trace Adkins und George Jones – in der Opry abgehalten, an der Dickens auch teilnahm.

## Diskografie
- 1957 – Raisin’ The Dickens
- 1960 – Big Songs By Little Jimmy Dickens
- 1962 – Little Jimmy Dickens Sings Out Behind The Barn
- 1965 – Handle With Care
- 1965 – May The Bird Of Paradise Fly Up Your Nose
- 1967 – Ain’t It Fun
- 1968 – Jimmy Dickens Sings
- 1969 – Jimmy Dickens Comes Callin